# Parque natural de las Dunas de Liencres
El parque natural de las Dunas de Liencres es un espacio natural protegido español situado en el municipio de Piélagos, Cantabria, que fue declarado parque natural por el Decreto 101/1986, de 9 de diciembre de 1986, siendo el principal elemento natural que determinó la creación del parque, el sistema dunar situado en la margen derecha de la desembocadura del río Pas, e incluido en la Red de Espacios Naturales Protegidos de Cantabria.
Los límites del parque natural han sido objeto de descripción literal y cartografiado en el Anexo III de la Ley de Cantabria 4/2006, de 19 de mayo, ya que la norma de creación del parque realizaba una descripción muy poco precisa y no contenía cartografía.
El 7 de diciembre de 2004, se incorporó a la lista de Lugares de Importancia Comunitaria de la región biogeográfica atlántica, incluye el Lugar de Importancia Comunitaria "Dunas de Liencres y Estuario de Pas", que con una extensión de 544,21 hectáreas incluye la totalidad del parque natural, extendiéndose al estuario del Pas y a la franja costera que se va desde la Punta del Águila al oeste, (municipio de Miengo), hasta la Canal de Hoz al Este, justo en límite entre los municipios de Santa Cruz de Bezana y Santander. También fue incluido en el Inventario Nacional de Puntos de Interés Geológico del IGME.

## Geografía
El parque está localizado en la desembocadura del río Pas, en el municipio de Piélagos, en la zona central del litoral cántabro. Tiene 195 hectáreas y está formado por calas y dos playas, cuenta con una gran plantación de pino marítimo, y destaca el sistema dunar. El Ayuntamiento de Piélagos es el encargado del mantenimiento y protección del parque, así como la Oficina de Turismo del mismo.

### Playas

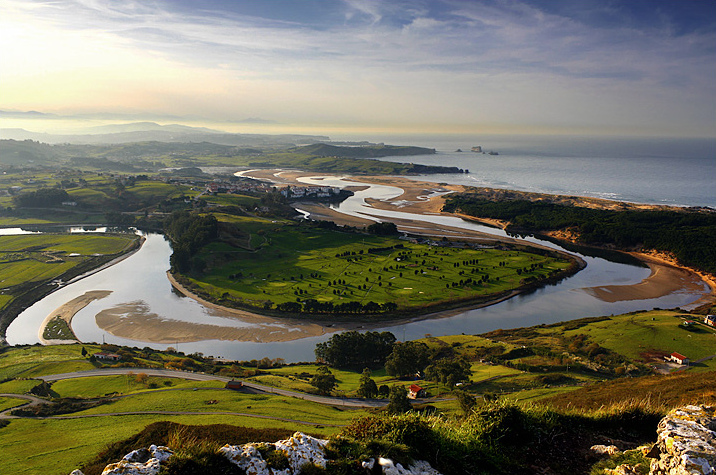
Desembocadura el río Pas con el parque natural a la derecha.

Las dos playas principales son la de Valdearenas (arena dorada, fina y dunas) y la de Canallave que se orienta al noroeste y ofrece excelentes condiciones para el surfing, con olas sobre fondos de arena, de recorrido no muy largo, pero muy intenso.

### Dunas
Detrás de la playa, se hallan las dunas, que están consideradas como unas de las más importantes del Norte de España, por su interés geomorfológico, presentando unas particulares características ecológicas y paisajistas.
La acumulación de arenas eólicas ha formado este gran campo de dunas, uno de los más desarrollados del litoral cantábrico. La fauna y la flora, junto con la variedad de formas de acumulación de arena (estratificaciones cruzadas, pistas orgánicas, ondulaciones, dunas...), permite realizar gran cantidad de observaciones que posibilitan la comprensión de este tipo especial de proceso natural del ecosistema que aquí se desarrolla. Desde el mar hacia el interior se reconoce una barra de arenas contigua a la costa, a partir de la cual crecen lenguas de mayor o menor extensión formadas posteriormente y constituidas por dunas móviles. Más al interior existe un amplio campo de dunas parcialmente colonizadas por vegetación natural, seguidas de dunas remontantes, fijadas mediante una repoblación de pinos.

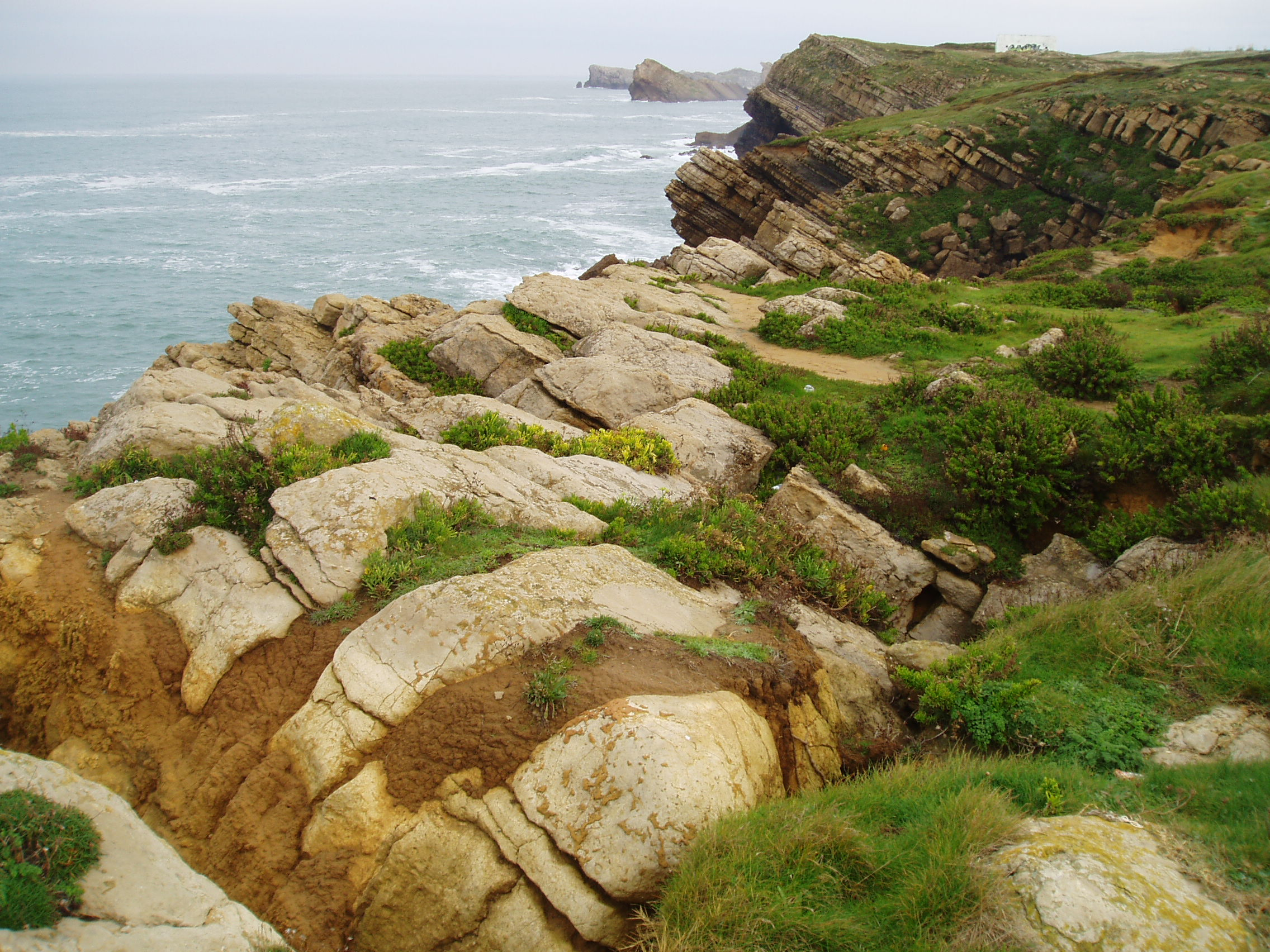
Flora de acantilados.

En la margen del campo de dunas que se encuentra junto a la ría de Pas se puede observar muy bien, a bajamar, la alternancia de capas de arena, de origen marino y capas de arcillas y limos, de origen fluvial.
Se puede recorrer la costa desde la punta y ensenada de Somocuevas, a 500 metros de la localidad de Liencres (Piélagos), y seguir hasta la ría de Mogro, donde desemboca el río Pas y volver al punto de partida. Destaca la subida a La Picota (239 metros).

## El pinar de Liencres
Los terrenos arenosos del sistema dunar comenzaron a fijarse en el año 1949, a raíz de un consorcio en el que participaban la Diputación Provincial de Santander, Patrimonio Forestal del Estado y la Junta Vecinal de Liencres, esta última propietaria de los terrenos del Monte Dunas de Liencres.
Hasta 1973, y a lo largo de 25 años, se sucedieron diversos trabajos de reforestación sobre la 140 ha de las 195 que posee el parque natural. Se plantaron básicamente pino marítimo (Pinus pinaster) y en menor medida pino piñonero (Pinus pinea) y pino de Monterrey (Pinus radiata).
El pinar ha venido cumpliendo una doble función: por un lado fijar las dunas y por otro constituir un lugar adecuado para el ocio al aire libre. Bajo el mismo se han desarrollado un conjunto de especies leñosas, orquídeas y herbáceas de carácter nemoral, lo que ha aumentado la biodiversidad del conjunto.
En la actualidad es posible recorrer la densa masa arbórea a través de sendas abiertas en su interior.